# Port lotniczy Hulun Buir
Port lotniczy Hulun Buir (IATA: HLD, ICAO: ZBLD) – port lotniczy położony w Hulun Buir, w regionie autonomicznym Mongolia Wewnętrzna, w Chińskiej Republice Ludowej.

## Linie lotnicze i połączenia
| Linia Lotnicza         | Kierunek |
| ---------------------- | --- |
| 9 Air                  | 1. Guangzhou 2. Wenzhou 3. Wuxi |
| Air China              | 1. Pekin 2. Czyta 3. Chongqing 4. Hohhot |
| Air Travel             | 1. Kunming 2. Nantong 3. Qingdao |
| Chengdu Airlines       | 1. Chengdu-Shuangliu 2. Jiagedaqi 3. Tiencin 4. Ulanhot                                                                                                 |
| China Eastern Airlines | 1. Szanghaj-Hongqiao |
| China Express Airlines | 1. Alxa Left Banner 2. Hohhot 3. Ordos 4. Tongliao 5. Xilinhot                                                                                          |
| China United Airlines  | 1. Pekin-Daxing 2. Shijiazhuang |
| Fuzhou Airlines        | 1. Changchun |
| Genghis Khan Airlines  | 1. Hohhot 2. Tongliao 3. Xilinhot |
| Grand China Air        | 1. Pekin |
| Hunnu Air              | 1. Ułan Bator |
| Juneyao Airlines       | 1. Szanghaj-Pudong 2. Shenyang |
| Loong Air              | 1. Guangzhou 2. Hohhot |
| Lucky Air              | 1. Zhengzhou |
| Qingdao Airlines       | 1. Changsha 2. Hohhot |
| Shandong Airlines      | 1. Haikou 2. Hohhot 3. Jinan 4. Wuhan |
| Shanghai Airlines      | 1. Hohhot 2. Szanghaj-Hongqiao 3. Szanghaj-Pudong |
| Sichuan Airlines       | 1. Szanghaj-Pudong |
| Spring Airlines        | 1. Szanghaj-Hongqiao 2. Shijiazhuang |
| Suparna Airlines       | 1. Hohhot 2. Shenzhen |
| Tianjin Airlines       | 1. Baotou 2. Bayannur 3. Chifeng 4. Hohhot 5. Jiagedaqi 6. Tiencin 7. Tongliao 8. Ulanhot 9. Władywostok 10. Wuhai 11. Xi’an 12. Xilinhot 13. Zhalantun |